# Beloslavsko ezero
Beloslavsko ezero (bulgariska: Белославско езеро) är en sjö i Bulgarien.   Den ligger i regionen Oblast Varna, i den östra delen av landet, 400 kilometer öster om huvudstaden Sofia. Beloslavsko ezero ligger 49 meter över havet.
Trakten runt Beloslavsko ezero består till största delen av jordbruksmark. Runt Beloslavsko ezero är det ganska glesbefolkat, med 38 invånare per kvadratkilometer.